# Доброшевац
Доброшевац (алб. Dobroshec) је насеље у општини Глоговац, Косово и Метохија, Република Србија.

## Становништво
| Демографија | Демографија | Демографија |
| Година      | Становника  | Становника  |
| ----------- | ----------- | ----------- |
| 1948.       | 504         |             |
| 1953.       | 568         |             |
| 1961.       | 658         |             |
| 1971.       | 940         |             |
| 1981.       | 1.216       |             |
| 1991.       | 1.580       |             |